# Miguel Alemán Valdez, Tabasco
Miguel Alemán Valdez är en ort i Mexiko.   Den ligger i kommunen Huimanguillo och delstaten Tabasco, i den sydöstra delen av landet, 600 km öster om huvudstaden Mexico City. Miguel Alemán Valdez ligger 33 meter över havet och antalet invånare är 346.
Terrängen runt Miguel Alemán Valdez är mycket platt. Runt Miguel Alemán Valdez är det ganska glesbefolkat, med 45 invånare per kvadratkilometer. Närmaste större samhälle är C-32, 18,1 km nordost om Miguel Alemán Valdez. Trakten runt Miguel Alemán Valdez består till största delen av jordbruksmark.